# Yves-Marie Maurin
Pour les articles homonymes, voir Maurin.
Yves-Marie Maurin, de son vrai nom Yves-Marie Bourdeaux-Maurin, est un acteur, metteur en scène et directeur artistique français, né le 19 avril 1944 à Toulouse (Haute-Garonne) et mort le 14 juin 2009 dans le 10e arrondissement de Paris.

## Biographie

### Jeunesse
Yves-Marie Bourdeaux-Maurin, naît le 19 avril 1944 à Toulouse (Haute-Garonne).

### Famille
Fils de la comédienne Mado Maurin et du baryton Pierre-Marie Bourdeaux, il fait très tôt partie d'une sorte de troupe familiale baptisée par le métier les « petits Maurin », comprenant son frère Jean-Pierre Maurin (1941-1996) et ses demi-frères, Patrick Dewaere (1947-1982) et Dominique Collignon-Maurin (1949-2025), auxquels s'adjoindront plus tard ses autres demi-frère et sœur Jean-François Vlérick (né en 1957) et Marie-Véronique Maurin (née en 1960).

### Carrière
Enfant, il joue dès 1951 dans Le Plus Joli Péché du monde de Gilles Grangier, puis dans Dortoir des grandes (1953), Les Diaboliques (1955), Chiens perdus sans collier (1955) ou encore En effeuillant la marguerite (1956).
Doté d'un physique et d'une voix de jeune premier rappelant Gérard Philipe, il tient par la suite des rôles importants dans de nombreux feuilletons télévisés, comme l'officier de la Marine nationale Hervé Lanoé dans La mer est grande (1973) ou le mari d'Anicée Alvina dans Les 400 Coups de Virginie (1979). ll ne fait en revanche que quelques incursions au cinéma. Il est ainsi en 1975 la vedette du film Les Onze Mille Verges ou les Amours d'un hospodar, tiré du livre homonyme de Guillaume Apollinaire.

### Doublage
Depuis lors, il s'était principalement consacré au doublage, prêtant entre autres sa voix à David Hasselhoff dans Alerte à Malibu et K 2000.

### Mort
Il meurt d'une crise cardiaque le 14 juin 2009 à Paris 10e, à l'âge de 65 ans et repose au cimetière d'Esmans, en Seine-et-Marne.

## Théâtre

### Comédien
- 1950 : Le Feu sur la terre de François Mauriac, mise en scène Jean Vernier, théâtre des Célestins puis théâtre Hébertot
- Mon cœur est dans les Highlands, Théâtre Hébertot
- Une maison de poupée d'Henrik Ibsen, Comédie-Caumartin
- Les Joyeuses Commères de Windsor de Shakespeare, mise en scène Jacques Fabbri, théâtre Cluny
- 1953 : L'homme qui a perdu son ombre d’Adelbert von Chamisso, théâtre des Mathurins
- 1954 : Faites-moi confiance de Michel Duran, mise en scène Jean Meyer, théâtre du Gymnase
- 1955 : Zamore de Georges Neveux, mise en scène Henri Soubeyran, théâtre Édouard VII
- Liberté chérie, théâtre Marigny
- Anna Karénine d'après Tolstoï, mise en scène Raymond Rouleau, tournée
- Les Innocents, tournée
- 1957 : Le Cœur volant de Claude-André Puget, mise en scène Julien Bertheau, théâtre Antoine
- 1957 : Bille en tête de Roland Laudenbach, mise en scène Jean-Jacques Varoujean, théâtre de la Michodière
- Les Misérables d'après Victor Hugo, Comédie-Française
- 1960 : L'Année du bac de José-André Lacour, mise en scène Yves Robert, théâtre des Ambassadeurs
- Trois garçons, une fille de Roger Ferdinand
- 1962 : Le Guilledou de Michael Clayton Hutton, mise en scène Robert Manuel, théâtre Michel
- Sganarelle ou le Cocu imaginaire de Molière, Bordeaux
- La Folle de Chaillot de Jean Giraudoux, Théâtre national populaire
- Œdipe roi de Sophocle, Festival
- Noce de sang, Festival
- L'Avare de Molière, Festival (rôle de Cléante)
- Le Légataire universel de Jean-François Regnard, festival[Où ?]
- Tartuffe de Molière, théâtre Édouard VII
- Pique-nique en campagne, New York
- Guernica, New York
- Apollinaire, festival[Où ?]
- Notre petite ville, théâtre de l'Épée de bois
- Les Plaideurs de Jean Racine, Antony
- 1967 : Rosencrantz et Guildenstern sont morts de Tom Stoppard, mise en scène Claude Régy, théâtre Antoine
- 1971 : Dieu aboie-t-il ? (ou Adorable Pucelle) de François Boyer, mise en scène Jean Negroni, théâtre des Mathurins
- Le Portique des cieux, salle Saint-Roch
- 1976 : Les Mains sales de Jean-Paul Sartre, mise en scène Daniel Gélin, théâtre des Mathurins et tournées Karsenty[9]
- Six points de suspension, Coupe-chou Beaubourg
- Le Paradis à l'amiable de Virgil Tanase, théâtre du Lucernaire
- 1984 : On m'appelle Émilie de Maria Pacôme, mise en scène Jean-Luc Moreau, tournées Karsenty
- La Machine infernale de Jean Cocteau, festival[Où ?]
- Musique et poésies médiévales, Conciergerie et tournée
- Quatre heures avec un inconnu, mise en scène Stéphanie Vasseur, théâtre Le Berry : Renaud
- Don Quichotte d'après Cervantès, mise en scène Norbert Iborra, théâtre Le Berry : Don Quichotte
- Trois minutes pour exister de Yves-Marie Maurin de Kerguelen, mise en scène de l'auteur, théâtre du Guichet Montparnasse et festival Théâtre d'été de Nyon (Suisse)
- Le Mariage de Figaro de Beaumarchais, festival les Nuits de quadrille / Rouen / St Martin du Vivier : Bartholo
- Le Malade imaginaire de Molière, mise en scène Frédérick Holmeir, festival les Nuits de quadrille / Rouen / Mont-Saint-Aignan : Argan

### Metteur en scène
- Pollufission d'Éric Westphal
- Une vilaine femme brune de Sacha Guitry, théâtre de Nesles
- Ne te promène donc pas toute nue ! de Georges Feydeau, théâtre de Nesles
- Le Tigre de Murray Schisgal, Le Gerpil
- Trois minutes pour exister d'Yves-Marie Maurin de Kerguelen, Guichet Montparnasse
- 1999 : Entre le chocolat et les œufs brouillés d'Yves-Marie Maurin de Kerguelen, Guichet-Montparnasse
- 2005 : Indépendance de Lee Blessing
- 2007 : Auto-psy de Gérald Gruhn - théâtre Darius-Milhaud
- 2009 : Beaurepaire de Claire Marin (projet)

## Filmographie

### Cinéma
- 1950 : Le Traqué de Borys Lewin
- 1950 : Trois Télégrammes de Henri Decoin
- 1951 : Monsieur Fabre de Henri Diamant-Berger
- 1951 : La Jeune Folle d'Yves Allégret
- 1951 : Le Plus Joli Péché du monde de Gilles Grangier : Le petit Popaul
- 1953 : Dortoir des grandes de Henri Decoin : Le petit garçon du restaurant
- 1953 : Suivez cet homme de Georges Lampin
- 1953 : Sidi-Bel-Abbès de Jean Alden-Delos
- 1954 : Leguignon guérisseur de Maurice Labro : le gamin casseur de pipe
- 1955 : Chiens perdus sans collier de Jean Delannoy
- 1955 : Les Diaboliques de Henri-Georges Clouzot: Moinet
- 1956 : En effeuillant la marguerite de Marc Allégret : Toto
- 1956 : Je reviendrai à Kandara de Victor Vicas
- 1956 : Ces sacrées vacances de Robert Vernay : Gilles Pinson
- 1957 : Isabelle a peur des hommes de Jean Gourguet
- 1957 : La Route joyeuse de Gene Kelly
- 1958 : Clara et les Méchants de Raoul André
- 1960 : Monsieur Suzuki de Robert Vernay
- 1960 : La Française et l'Amour de René Clair et Jean-Paul Le Chanois
- 1961 : Aimez-vous Brahms ? d'Anatole Litvak
- 1966 : Paris brûle-t-il ? de René Clément : un résistant fusillé
- 1973 : Salut l'artiste d'Yves Robert
- 1974 : Les Onze Mille Verges d'Éric Lipmann : Romain Marchand
- 1977 : Si un jour de Noël Drouzy
- 1979 : Collections privées de Just Jaeckin et Walerian Borowczyk : Le client
- 1989 : La Révolution française de Robert Enrico : Le Duc de la Rochefoucauld-Liancourt
- 2000 : Drôle de Félix : Carter

### Télévision
- Martin Martine de Marcel Bluwal
- Histoire d'enfants de Marcel Bluwal
- Le Ballon rouge de Marcel Bluwal
- La Seine en bateau mouche
- Batadienne et morceau de sucre de Lazare Iglesis
- 1954 : Maison de poupée de Claude Loursais
- 1954 : Fraternité de René Lucot
- L'Homme qui a perdu son ombre de Riera
- Le Petit de Claude Loursais
- Si vous ne savez pas rêver de Maurice Cazeneuve
- Les Découvertes de Télévisius de Jean-Loup Berger
- Hommage à Gaston Baty de Lazare Iglesis
- 1956 : Le Roi cerf de Vernier
- 1956 : La Famille Anodin de Marcel Bluwal (série télévisée)
- La Table ouverte de Marcel Bluwal
- Ah ! Jeunesse de Marcel Bluwal
- Notre petite ville
- 1957 : Le Tour de France par deux enfants de William Magnin et Robert Valey
- 1959 : Une nuit orageuse de Marcel Bluwal
- La Meilleure Occasion de Lazare Iglesis
- Diamants dans la nuit de J.C. Lagneau
- Le Rideau rouge de Claude Barma
- La Version Browning de Lazare Iglesis
- Le Panier qui venait de la mer d'A.M. Ullman
- L'Ombre magique d'A.M. Ullman
- Otary 17 de Pellegri
- 1973 : La mer est grande de Philippe Condroyer : Hervé Lanoé
- 1974 : Ardéchois cœur fidèle de Jean-Pierre Gallo : Champagne
- 1976 : Les Douze Légionnaires  de Bernard Borderie : Adjudant Castorp jeune
- 1976 : Torquemada de Jean Kerchbron : Sanche
- 1977 : Minichronique, de René Goscinny et Jean-Marie Coldefy, Le Célibataire
- 1978 : Les Hommes de Rose de Maurice Cloche : Alain Dupuy
- 1979 : Les 400 Coups de Virginie de Bernard Queysanne : Paul Lecharme
- 1981 : Les Chants de l'aube de Nat Lilienstein : Robert Schumann
- 1981 : Le bourreau pleure d'Abder Isker : Daniel Mermet
- 1999 : Mix-Cité de Christophe Leprêtre : Hugo

## Doublage

### Cinéma
- David Hasselhoff dans :
  - Bob l'éponge, le film : David Hasselhoff[10]
  - A Dirty Shame : lui-même
  - Click : Télécommandez votre vie : John Ammer
  - Anaconda 3 : L'Héritier : Hammett
- Michael Dudikoff dans :
  - American Warrior : Joe Armstrong
  - La Rivière de la mort : John Hamilton
  - American Warrior 4 : Joe Armstrong
- Harrison Ford dans :
  - American Graffiti : Bob Falfa
  - American Graffiti, la suite : Officier Falfa (caméo)
- 1962 : Lutte sans merci : Everett (Chris Robinson)
- 1963 : Un monde fou, fou, fou, fou : Sylvester Marcus (Dick Shawn)
- 1966 : Hawaï : Micah Hale à 18 ans (Bertil Werjefelt)
- 1966 : Raspoutine, le moine fou : Michael (Michael Cadman)
- 1967 : L'Homme en fuite : Larkin (Zalman King)
- 1969 : La Bataille de la Neretva : Nikola (Oleg Vidov)
- 1970 : Soldat bleu : Honus Gent (Peter Strauss)
- 1971 : Un violon sur le toit : Fyedka (Ray Lovelock)
- 1971 : Priez les morts, tuez les vivants : Dick (John Ely)
- 1971 : Quatre Mouches de velours gris : Mirko (Fabrizio Moroni)
- 1971 : Le Décaméron : Lorenzo (Giuseppe Arriglio)
- 1972 : Les Collines de la terreur : Jacob Meade (Clive Endersby)
- 1972 : Le Joueur de flûte : le ménestrel (Donovan)
- 1972 : Tout ce que vous avez toujours voulu savoir sur le sexe sans jamais oser le demander : le jeune en voiture
- 1972 : La Tour du diable : Des (Robin Askwith)
- 1972 : Viol en première page : un militant gauchiste à la conférence de presse (Luigi Antonio Guerra)
- 1973 : Jonathan Livingston le goéland : voix de Jonathan Livingston
- 1974 : Tremblement de terre : voix additionnelle
- 1974 : L'Île sur le toit du monde : Donald Ross (David Gwillim)
- 1974 : Mr. Majestyk : le shérif Harold Ritchie (Jordan Rhodes)
- 1975 : La Route de la violence : Norman Miller (David Garfield)
- 1975 : Les Insectes de feu : Kenny Tacker (Jim Payner)
- 1975 : Spécial Magnum : Terence (Jean Marchand) et le propriétaire du Sex Shop[Qui ?]
- 1976 : Le Voyage des damnés : le matelot Berg (Anthony Higgins)
- 1976 : Un tueur dans la foule : le suspect (Freddie Hice)
- 1976 : La Carrière d'une femme de chambre : un technicien[Qui ?]
- 1977 : Orca : Paul (Peter Hooten)
- 1977 : De la neige sur les tulipes : Jimmy Wong (George Cheung)
- 1977[11] : L'Exorciste 2 : L'Hérétique : le père Philip Lamont (Richard Burton)
- 1977 : Les Requins du désert : Eric (Luciano Bartoli)
- 1978 : Peter et Elliott le dragon : Grover Gogan (1er doublage)
- 1978 : American College : Greg Marmalard (James Daughton)
- 1980 : Le Droit de tuer : l'avocat de Pontivini (Tony Farentino)
- 1981 : Hurlements : T. C. Quist (Don McLeod)
- 1981 : Ragtime : le plus jeune frère de la mère (Brad Dourif)
- 1982 : Les Maîtres du temps : Matton (voix)
- 1983 : La Revanche des humanoïdes
- 1984 : Le Marchand d'armes : Ted (Kevin Costner)
- 1989 : Road House : Pat McGurn (John Doe)
- 1989 : L'Amour est une grande aventure: Zachary Hutton (John Ritter)
- 1989 : Vidéokid : L'Enfant génial[12] : l'animateur de Vidéo Armageddon (David D'Ovidio)
- 1990 : RoboCop 2 : Casey Wong (Mario Machado)
- 1990 : The King of New York: Frank White (Christopher Walken)
- 1991 : Robin des Bois, prince des voleurs : le narrateur (1er doublage)
- 1991 : Dans la peau d'une blonde : Steve Brooks (Perry King)
- 1991 : Dans les griffes du Dragon rouge : le détective Chris Kenner (Dolph Lundgren)
- 1992 : Un faire-part à part : Boyd Pinter (Tim Curry)
- 2005 : Broken Flowers : Ron (Christopher McDonald)
- 2006 : Le Labyrinthe de Pan : le faune (Doug Jones)

### Télévision

#### Téléfilms
- David Hasselhoff dans :
  - Perry Mason : La Dame du lac (1988) : Billy Travis (téléfilm no 9)
  - Le Fantôme de Jack L'Éventreur (1985) : Don Gregory
  - K 2000 : La Nouvelle Arme (1991) : Michael Knight
  - Coup de force (1996) : Jake Gorsky
  - Nick Fury: Agent of SHIELD (1998) : le colonel Nicholas « Nick » Fury
  - Le Grand Amour (2000) : Mike Grant
  - Alerte à Malibu - Mariage à Hawaï (2003) : Mitch Buchannon

- 1973 : L'Assassin du métro : Walter Stepanic (Mike Farrell)
- 1973 : Chantage à Washington : Jerry (Jack Bender)
- 1977 : Horizons en flammes : Ted Gorman (Patrick Culliton)
- 1981 : Bill : Barry Morrow (Dennis Quaid)

#### Séries télévisées
- David Hasselhoff dans :
  - K 2000 (1982-1986) : Michael Knight / Garth Knight / Michael Long (85 épisodes)
  - Alerte à Malibu (1989-2000) : Mitch Buchannon (219 épisodes)
  - Un privé à Malibu (1995-1997) : Mitch Buchannon (45 épisodes)
  - Une famille presque parfaite (2003) : Gary Maddox (saison 1, épisode 16)
  - Le Retour de K 2000 (2008) : Michael Knight (saison 1, épisode 0)
- John James dans :
  - Dynastie : Jeffrey « Jeff » Colby
  - Les Colby : Jeffrey « Jeff » Colby (1re voix)
- Burr DeBenning dans :
  - Columbo (1975) : le capitaine Loomis (épisode 28)
  - Starsky et Hutch (1982) : Jansen (saison 2, épisodes 5 et 6)
- Papa Schultz : le caporal Newkirk (Richard Dawson) (1re voix)
- Le Renard : 
  - Thomas Färber (Bruno Dietrich (de)) (Saison 2, épisode 7 : L'épouse du détenu)
  - Daniel Greveneau (Amadeus August) (Saison 10, épisode 10 : Mal branché)
- Battlestar Galactica : le capitaine Apollo (Richard Hatch)
- San Ku Kaï : Ryû « Staros » (Akira Oda)
- Les Bleus et les Gris : Matthew Geyser (Cooper Huckabee) (1re voix)
- Le Souffle de la guerre : Byron Henry (Jan-Michael Vincent)
- Le Nouvel Homme invisible : Sam Casey (Ben Murphy)
- Fraggle Rock : Boubeur
- New York, police judiciaire : Benjamin Stone (Michael Moriarty)
- Magnum : Rick (Larry Manetti)
- Sherlock Holmes : le roi de Bohême
- Columbo : 
  - Harold Van Wick (Oskar Werner) (épisode 30)
  - Sean Brantley (Ian Buchanan) (épisode 51)
- Les Têtes brûlées : le lieutenant-commandant Bud Warren (Tim Matheson)
- Sharivan : Den Iga/ Sharivan (Hiroshi Watari)
- L'Agence tous risques : voix diverses
- X Files : Mr Burt (Burt Reynolds) (saison 9 épisode 13)
- Inspecteur Derrick :
  - Werner Hofer (Peter Dirschauer (de)) (épisode 52, Le mystère)
  - Harry Klein (Fritz Wepper) (épisode 55, La rentrée de Schubach : voix de remplacement[13])
  - Achim Huber (Wolf Roth) (épisode 99, Trafic d'armes)
  - Ulrich Kraus (Walter Plathe) (épisode 186, L'expulsion)
  - Harald Bloss (Daniel Friedrich (de)) (épisode 200, Le virus de l'argent)

#### Séries d'animation
- Les Mystérieuses Cités d'or : Tohaka
- Les Mondes engloutis : Spartakus
- Ulysse 31 : Thésée / Orphée
- Samson et Goliath : Samson
- Il était une fois l'espace : voix diverses

### Jeux vidéo
- 1999 : Star Wars, épisode I : La Menace fantôme : le sénateur Palpatine / Dark Sidious
- 2002 : K 2000: The Game : Michael Knight
- 2005 : Star Wars: Battlefront II : l'empereur Palpatine / Dark Sidious
- 2006 : Star Wars: Empire at War : l'empereur Palpatine / Dark Sidious
- 2008 : Star Wars : Le Pouvoir de la Force : l'empereur Palpatine / Dark Sidious
- 2008 : Star Wars: The Clone Wars - L'Alliance Jedi : le sénateur Palpatine / Dark Sidious

## Voix off

### Documentaires
- 1995 : commentaire du pré-show d’Image Studio pour le Futuroscope
- 1998 : Frédéric Chopin
- 1999 : Giuseppe Verdi
- 2005 : Histoire du karaté, de la Chine à la France
- 2009 : Alésia, victoire d'une défaite

## Direction artistique
- 1989 : Nous ne sommes pas des anges
- 2001 : Terre Neuve
- 2001 : Explosion imminente
- 2002 : Opération Walker
- 2002 : Mari Iyagi
- 2003 : Président par accident

## Publication
- Yves-Marie Maurin de Kerguelen, Trois minutes pour exister, Édilivre, 2009.